# Cecropis cucullata
La golondrina cabecirrufa (Cecropis cucullata) es una especie de ave paseriforme de la familia Hirundinidae propia del África austral y central. Es una golondrina grande que cría en el sur de África, principalmente en Sudáfrica, Namibia y el sur de Zimbabue. Es un ave migratoria que pasa el invieron más al norte en Angola, Tanzania y el sur de República Democrática del Congo.
Esta es un ave de campos secos abiertos, como los pastizales, y tiene preferencia por colinas y montañas. Evita las áreas más arboladas, pero se encuentra a menudo alrededor de las viviendas humanas.
La golondrina cabecirrufa construye un nido de barro en forma de sopera con entrada por abajo con una estructura adecuada. El nido tiene un recubrimiento interno suave y a menudo es reutilizado en años posteriores. Pueden construir el nido en cuevas o bajo el abrigo de rocas salientes o árboles caídos. La especie se ha beneficiado por su propensión a usar también construcciones humanas como edificios, puentes, alcantarillas, y otras estructuras similares. Si puede escoger anida en sitios altos.
Los huevos son de un blanco satinado con unas pocas manchas castañas; lo típico es tres huevos por nidada. La incubación la realiza la hembra sola, y la eclosión ocurre a tras 17-20 días. Ambos padres alimentan los pichones. El abandono del nido toma otros 23-30 días, pero las aves jóvenes vuelven al nido para pernoctar durante unos pocos días más luego del primer vuelo.
La Golondrina Cabecirrufa mide 18-20 cm de largo. Tiene las partes superiores de color azul oscuro con la rabadilla anaranjada pálida, y la coronilla, la nuca y los lados de la cabeza son de color castaño. Las partes de abajo y las cobertoras inferiores de las alas son blanco cremosas con manchas rayadas oscuras, y las plumas superiores del ala y las de vuelo por abajo son castaño-negruzcas. La cola es negruzca y con plumas exteriores muy largas; ligeramente más largas en el macho que en la hembra. Los juveniles son más opacos y más castaños, con menos contraste y plumas exteriores de la cola más cortas. El vuelo es lento y ondulante y el llamado es un chissick gorjeante.
Esta especie puede distinguirse de la más pequeña Golondrina Abisinia (Hirundo abyssinica) en que esta última especie tiene el rayado de las partes de abajo más intenso y más oscuro, la rabadilla de color rojo más intenso, y la cabeza de un color más brillante. La Golondrina Abisinia también prefiere los hábitats abiertos.
La Golondrina Cabecirrufa es común, no es temerosa de los humanos, y se ha beneficiado de la disponibilidad de sitios de anidación alrededor de las viviendas. Se alimenta principalmente de insectos voladores, pero se la ha visto comer pequeños frutos. 